# 童真
童真，华南理工大学教授，研究领域为高分子物理与高分子物理化学，功能高分子材料。中华人民共和国教育部第三批“长江学者”特聘教授，担任复旦大学聚合物分子工程国家重点实验室等委员。发表数百篇论文，取得数十项发明专利。
1978年-1982年，本科就读于华南工学院（今华南理工大学）化工二系，后就读于大阪大学。1990年至今，担任华南理工大学教授。